# جيول
جيول كيلشر (بالإنجليزية: Jewel)‏ (23 مايو 1974 - )، مغنية وممثلة وشاعرة ومتطوعة للأعمال الخيرية أمريكية رشحت لجائزة جرامي ، مشهورة باسمها الأول جيول.

## روابط خارجية
- جيول على موقع IMDb (الإنجليزية)
- جيول على موقع روتن توميتوز (الإنجليزية)
- جيول على موقع ألو سيني (الفرنسية)
- جيول على موقع ميوزك برينز (الإنجليزية)
- جيول على موقع رولينغ ستون (الإنجليزية)
- جيول على موقع أول موفي (الإنجليزية)
- جيول على موقع قاعدة بيانات الأفلام السويدية (السويدية)
- جيول على موقع إن إن دي بي (الإنجليزية)
- جيول على موقع أول ميوزيك (الإنجليزية)
- جيول على موقع ديسكوغز (الإنجليزية)